# Фестивалі Кам'янця-Подільського
Кам'янець-Подільський визначний український фестивальний осередок. Тут відбуваються різноманітні культурні заходи, етнографічні, історичні та інші фестивалі. Місто претендує на звання фестивальної столиці України.

## Про фестивалі Кам'янця-Подільського
Великий інтерес у туристів викликає історичне минуле України. Одним з таких дивних місць є гарне місто, розташоване в Хмельницькій області, — Кам'янець-Подільський. Місто славиться не лише великою кількістю архітектурних пам'яток (налічується 40 архітектурних пам'яток), але й цікавими фестивалями.
Безліч туристів приїжджають в це місто саме на початку літа, коли в місті проводяться різноманітні фестивалі. В цей час в місті зростають середньовічні поселення, а в стінах величної Фортеці відкриваються середньовічні харчевні.
Гості та мешканці міста в період фестивалів можуть взяти участь у виставах, що театралізуються, по облозі Фортеці і побачити, як на іподромі вийде сьогодення лицаря в латах і зброї, зустріти не лише середньовічних лицарів, але польських жовнірів, турецьких яничарів і, звичайно ж, запорізьких козаків. Щоб помилуватися прекрасною природою і величним містом туристи можуть піднятися на повітряній кулі або дирижаблі і побачити всю красу цього краю.

## Відкриття туристичного сезону
Кам'янець-Подільський — древнє та вічно юне місто сталих традицій та нових починань, місто контрастів та романтики вкотре запрошує до себе гостей, щоб разом відкрити туристичний сезон. Метою заходу є презентація туристичних можливостей унікального середньовічного міста-острова з його численними архітектурними і ландшафтними пам'ятками та інфраструктурою, що постійно розвивається.
Тут гості міста зможуть відчути подих Середньовіччя, пройтись вузькими вуличками міста-острова, завітати до величних храмів, вдихнути свіже повітря Подільських Товтр, задуматись про плин віків на скелях Смотрича, уявити себе лицарем…

## День міста
Якщо небо потемніло від повітряних куль та дирижаблів, це означає одне — розпочався найбажаніший захід кам'янчан — День міста.
Проводиться з метою популяризації самобутніх національних культур, що формують соціокультурний етнос Поділля, збереження традицій та історичних коренів, пропаганди національного мистецтва та мистецтва національних меншин, що компактно проживають на території Поділля. Фестиваль, який щорічно проходить в травні, ставить за основу відродити, розкрити глибинний характер культури Подільського краю, яка увібрала в себе всі елементи культур, що формували історичний простір Поділля. Одним з його основних завдань є відродження та популяризація духовної спадщини нашого краю, особливо серед молоді, яка є основним носієм цього неоціненного скарбу.
День міста Кам'янець-Подільський вшановується завжди з великим розмахом. І на це свято з'їжджаються гості, друзі та шанувальники з інших міст і країн, щоб наприкінці травня, в найяскравіші і найквітучіші дні року, привітати це прекрасне місто! На гостей чекає свято, яке весь час супроводжується виставками, вуличними музиками в історичному центрі Старого міста, парадами і всілякими веселощами.

## Фестиваль «Весільна фортеця»

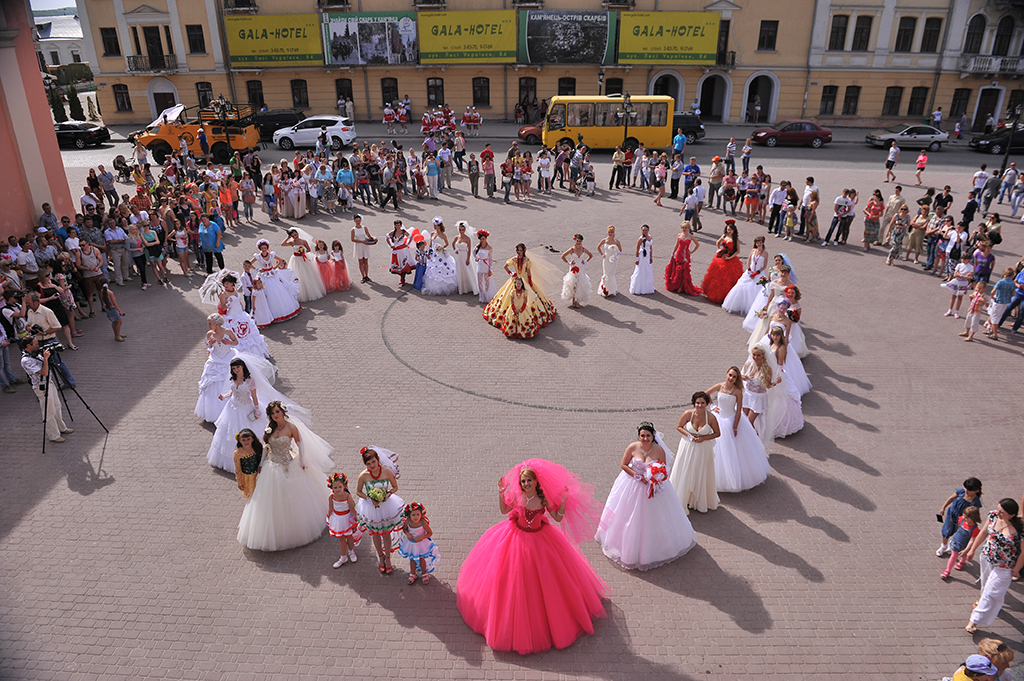
Фестиваль «Весільна Фортеця» у Кам'янці-Подільському

Кам'янець-Подільський називають діамантом Поділля, діамантом України. Це справді так, бо щоразу місто відкриває все нові і нові грані свого буття.
Кожної весни він сяє по-особливому — Кам'янець-Подільський на три дні перетворюється на весільну столицю України, куди приїжджають найгарніші наречені та найсерйозніші женихи з усіх куточків нашої держави.
Лише тут мешканці міста та його гості зможуть побачити, як відбувалося традиційне українське (подільський та гуцульський варіанти), єврейське, вірменське весілля з усіма необхідними для них атрибутами. Всі охочі зможуть стати учасниками випікання обрядового короваю, вінкоплетення, віншування молодих та навчитися власноруч виготовляти весільні букетики та інші дрібнички.
Під час фестивалю відбувається найбільший в Україні парад наречених, учасницями якого можуть стати всі жінки та дівчата, кому ще не байдужа ця романтика. Також у рамках дійства шляхом Інтернет-голосування обирається найгарніша наречена України.
Кульмінація свята — весілля у середньовічному стилі. Усі охочі зможуть приміряти старовинні костюми та сфотографуватись на згадку, вивчити кілька старовинних танців, спробувати свої сили у середньовічних іграх та забавах. А для найменших гостей фестивалю діятиме дитячий майданчик «Лицарі круглого столу», де усі дітки зможу перевтілитись у справжніх принцес та лицарів доби Середньовіччя.
Свято проведе герольд-розпорядник, який відтворить, для закоханих романтичну церемонію оголошення шлюбних обіцянок, які будуть виконані у старовинному стилі та скріплені справжньою сургучною печаткою. На них будуть одягнені пишні мантії, що не поступаються королівським, а перший шлюбний танець вони зможуть станцювати під надзвичайну старовинну мелодію у виконанні мандрівних менестрелів. А на завершення свята гостей чекає неперевершене вогняне шоу.

## Фестиваль військово-історичної реконструкції «PortaTemporis»
У Кам'янці-Подільському щороку в травні проходить фестиваль «PortaTemporis» («Брама часу») в ході якого проводиться штурм Руської брами та лицарські турніри (двобої та бугурти). Руська Брама як і сотні років тому стала свідком звитяг, шалених емоцій, хоробрих вчинків та доблесті. Фестиваль відображає штурм, в ході якого відтворено події минулих сторіч. Сам турнір проходить протягом кількох днів, де бійці змагаються у різних номінаціях: «щит-меч» (кожен із бійців має у руках щит і меч), «нестандарт»(кожен із бійців користується нестандартними видами зброї: сокири, алебарди тощо), «4х4». У фестивалі беруть участь гурти та клуби історичної реконструкції України та іноземні представники.
Упродовж кілька днів глядачі мають можливість побачити відтворення військового наметового табору, штурм фортифікаційного об'єкту «Руська брама», стародавні ремісничі цехи, змагання серед найкращих лучників, виступи вуличних театрів, лазерно-світлове дійство на Середньовічну тематику, унікальні постановки фаєр-шоу, почують музичні твори XIV-XV століть.
Турнірні бої стають справжнім видовищним дійством, повний бойовий контакт, брязкіт зброї та шалений драйв. Фестиваль «PortaTemporis», дійсно є брамою, котра повертає глядачів у минуле та дає змогу відчути колорит тих часів.

## Міжнародний фестиваль середньовічної культури «Форпост»
Щороку в липні Кам'янець-Подільський поринає у сиву давнину. Це відбувається Міжнародний фестиваль середньовічної культури «Форпост». За звання найкращого воїна змагаються понад півтисячі фанатів лицарського життя.
Уперед у минуле під барабанний бій та звуки трубадурів. Колона учасників фестивалю крокуватиме до міської ратуші. Поруч із шотландськими горцями — козаки та ординці, вікінги та польські шляхтичі, селянки й вельможі.
А за фортечними мурами — все, як і п'ять століть тому. У казанах вариться юшка, чоловіки займаються зброєю, дами серця допомагають. Лучники тренуються перед боєм, козаки начищають шаблі, а хто просто відпочиває.
Середньовічні пристрасті вирують щороку в липні впродовж трьох днів. Крім лицарських двобоїв — стрілецькі турніри, метання списа та перетягування канату.

## Всеукраїнський фестиваль військово-історичної реконструкції «Остання столиця»
Військово-історичний фестиваль, присвячений «Кам'янецькій добі УНР». 95 років тому Кам'янцю судилось стати столицею Української Народної Республіки. Силами груп військово-історичної реконструкції робиться спроба наблизити глядачів до того героїчного часу. Перед присутніми проходять в бій урочистим кроком підрозділи армій УНР, більшовиків, ЗУНР, Польського війська Юзефа Пілсудського.
Історичну ауру періоду Української революції доповнюють музичний репертуар, конкурс патріотичної пісні, мистецькі виставки, театральні постановки.

## Міжнародний фестиваль сучасного вуличного мистецтва «Республіка»
Республіка-це три дні музики та стріт-арту.
Ідея фестивалю — винести мистецтво поза стіни галерей, музеїв, академій, на вулиці міста, перетворивши депресивні райони міста на музей соціального та територіального мистецтва.
Вулична культура та вуличне виховання не обов'язково мусять нести негативне забарвлення. Якщо вулиці та будівлі сірі та брудні — нічого гарного там не виросте, але якщо вулиці перетворити на картинну галерею, то дитина, що зростає на такій вулиці, виросте зовсім іншою, тому що те що ти бачиш і є твоє життя.
Мета фестивалю — створення якісного культурного продукту на периферії, підтримка зацікавлення сучасним мистецтвом найширших мас населення шляхом його вплітання в соціальну тканину громадського простору.
Фестиваль проходить щорічно у вересні місяці.
Незважаючи на те, що захід намагаються поступово перенести до обласного центру, Кам'янець-Подільський завжди буде батьківщиною цього музичного фесту. 

## Міжнародний фестиваль військово-історичної реконструкції «Schola Militaria»
«Schola militaria» — Кам'янець-Подільський фестиваль міжнародного рівня, присвячений історичній реконструкції сімнадцятого століття, який змінює фестиваль «TerraHeroica». Фестиваль «Scholamilitaria» за концепцією абсолютно відрізняється від фестивалю «TerraHeroica», та все ж спільними залишаються період реконструкції та учасники.
«Schola militaria» в перекладі на українську означає «Військова школа», школа реконструкції для учасників фестивалю та школа історії для глядачів.
Щорічно восени на «Scholamilitaria», Кам'янець-Подільський згадує уроки живої історії.
Тут проходять змагання мушкетерів, турнір лучників, військова муштра та історичні експерименти.

## Всеукраїнський фестиваль пива та повітроплавання «Октоберфест. Знову в небо»
Фестиваль «Октоберфест. Знову в небо!» організований для любителів добре відпочити, цінителів пива і розваг. Необмежена кількість пива і смачних закусок, всілякі забави і традиційні пивні пригощання, запальні виступи фольклорних і долі-колективів, у тому числі зірок української естради, і ще багато цікавого!
Лише у Кам'янці-Подільському до моря пива, розваг і музики додадуться польоти на повітряних кулях. Відважні повітроплавці злетять назустріч сонцю, і всі охочі зможуть не лише насолоджуватися різними сортами пива і традиційними пивними закусками, але і дивним видовищем — польотами аеростатів над унікальним містом і його фортецею.

## Фестиваль повітроплавання «Золота омега»
Повітроплавну Фієсту «Золота Омега» проводять щорічно в жовтні.
Гостинне небо нашого міста збирає аеростати з України та з-за кордону. Буде проведено 5 польотів над Кам'янцем та околицями, а родзинкою свята стане Нічне Сяйво повітряних куль у вечорі. Наше повітроплавне дійство стане святом для усіх кам'янчан та гостей міста.